# Schijndel

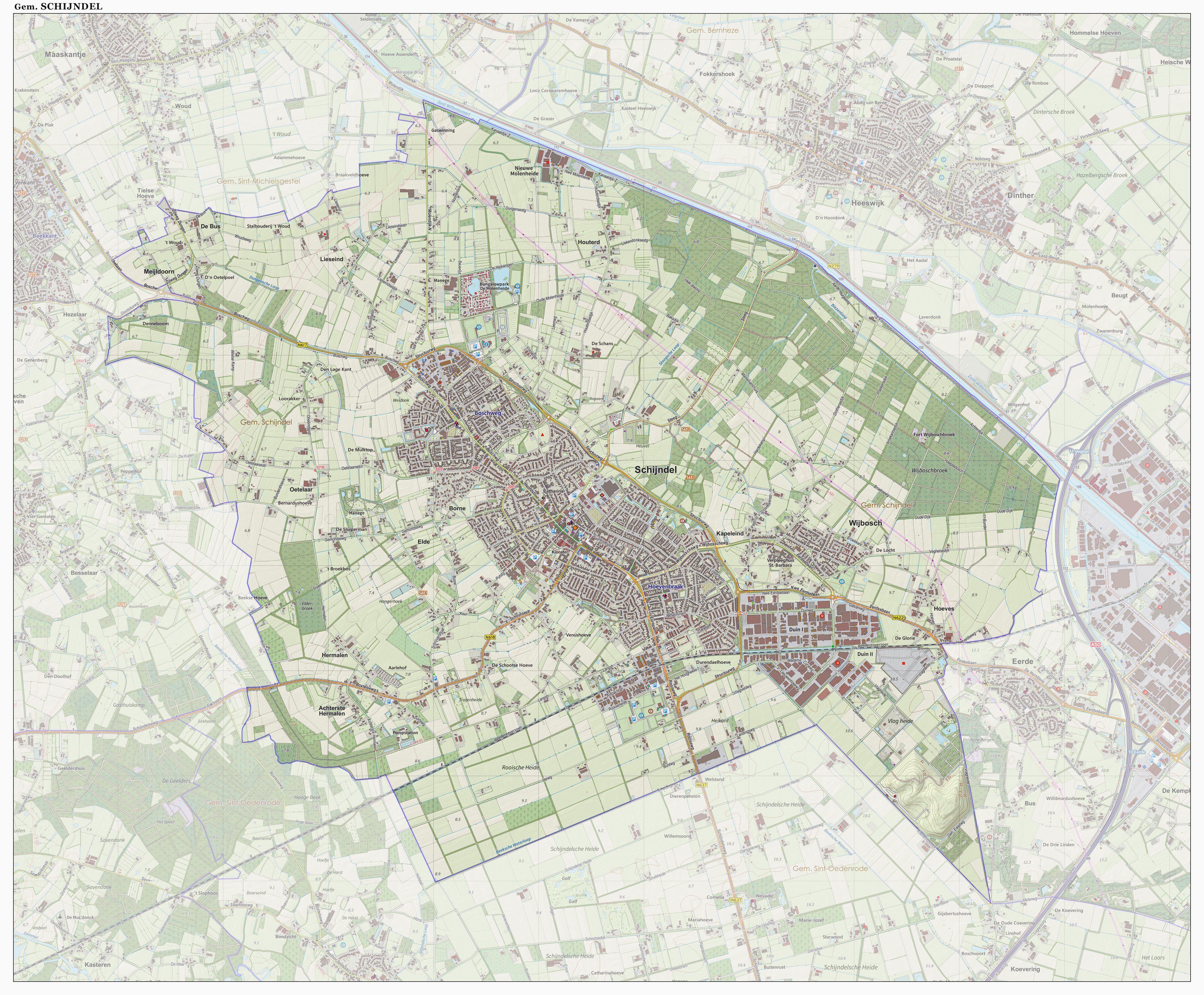
Topografische gemeentekaart van Schijndel, december 2015

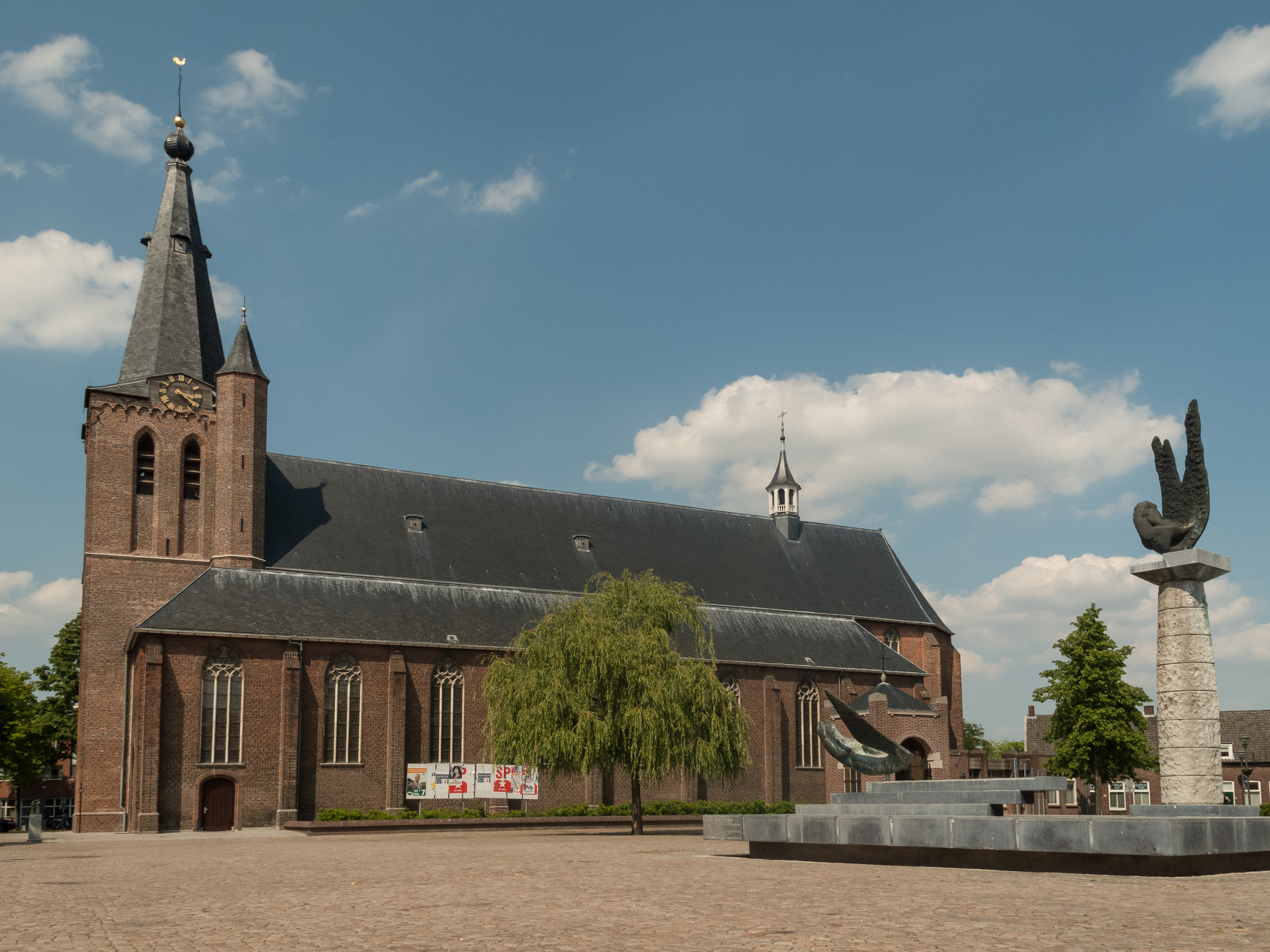
Schijndel, de Sint Servatiuskerk

Schijndel (uitspraakⓘ) (Schijndels dialect: Skèndel) is een plaats en voormalige gemeente in de Nederlandse provincie Noord-Brabant, gelegen in de Meierij van 's-Hertogenbosch. De gemeente bestond daarnaast uit het kerkdorp Wijbosch, dat tegen de bevolkingskern van Schijndel ligt en gedeeltelijk is vastgegroeid. Op 1 januari 2023 telde Schijndel 24.030 inwoners, op een oppervlakte van 41,66 km².
Tot de BAG-woonplaats Schijndel behoort de kern Wijbosch. Exclusief deze kern telde Schijndel op 1 januari 2023 22.190 inwoners, op een oppervlakte van 32,59 km².
Op 1 januari 2017 ging Schijndel, samen met Sint-Oedenrode en Veghel, op in de nieuwe gemeente Meierijstad.

## Etymologie
In 1299 wordt Schijndel voor het eerst vernoemd als Skinle.
Schijndel zou zijn naam te danken hebben aan een eikenbos, waar men in die tijd schors (skin) ging halen voor het bereiden van run (een materiaal dat gebruikt werd bij het looien van huiden). Andere bronnen spreken van een schijn (spook) en loo (bos): spookbos.

## Geschiedenis

### Graafschap Rode
De eerste ontginningen vonden in de vroege middeleeuwen plaats op vruchtbare bosgronden langs de Aa. In de vroegste periode maakte Schijndel deel uit van het Graafschap Rode (Sint-Oedenrode). In die periode werden de inwoners van Schijndel dan ook met de naam "Rodenaren" aangeduid en ontving het dorp zijn costuimen en landrechten naar Roois recht.

### Hertogdom Brabant
Met de verkoop van het graafschap Rode door de graaf van Gelre aan de hertog van Brabant kwam Schijndel in de 13e eeuw bij het hertogdom Brabant als onderdeel van de Meierij van 's-Hertogenbosch en bleef het ressorteren onder het kwartier Peelland. Sinds 1309 is Schijndel officieel een gemeente, wanneer Hertog Jan II van Brabant de parochianen het recht geeft tot het gebruik van gemeentegronden. De omvang van de gemeente Schijndel stond reeds rond 1299 enigszins vast, toen de hertog van Brabant de dorpsgrens noemde bij de stichting van de Koeveringse molen op de plaats waar de limieten van Sint-Oedenrode, Veghel en Schijndel bij elkaar kwamen.
De heerlijkheid Schijndel wordt in de loop der tijd meerdere malen verpand aan vruchtgebruikers. Onder andere aan de familie Van der Leck, die de heerlijkheid Schijndel bezat van 1398 tot 1454. In 1612 werden de heerlijke rechten door de inwoners van Schijndel afgekocht en werd de plaats een hertogsdorp. Vanaf 16e eeuw gaat het slecht met de Meierij. Schijndel heeft te lijden onder de Gelderse Oorlogen. In 1512 wordt het dorp door Gelderse troepen afgebrand. In 1542 plundert en brandschat de Gelderse hoofdman Maarten van Rossum de Meierij. Schijndel blijft dan gespaard. Ook tijdens de Tachtigjarige Oorlog had Schijndel, net als omringende plaatsen, te lijden onder oorlogsgeweld. In 1583 werd het dorp door Staatse troepen onder baron van IJsselstein, die van tevoren reeds Veghel en Erp verwoest hadden, totaal platgebrand en verwoest. De troepen verschenen ’s nachts in Schijndel en staken de huizen en het koren op het veld in brand.

### Staats Brabant
Sinds 1648 was Schijndel onderdeel van de Republiek der Zeven Verenigde Nederlanden. De Meierij van 's-Hertogenbosch en al haar toebehoren werd toegewezen aan de Staten. Staats-Brabant had de functie van militaire buffer voor de Republiek, en ook Schijndel had weinig tot geen mogelijkheden om tot economische groei te komen. Het werd een tijd van weinig vooruitgang. De Sint-Servatiuskerk werd genaast en voortaan gebruikt voor protestantse erediensten. De Schijndelse bevolking ging daarop vanaf het jaar 1649 ter kerke in een Veghelse grenskerk direct over de landsgrens met Uden, dat destijds niet tot Brabant behoorde, maar tot het vrije Duitse Land van Ravenstein. Die kerk werd tot aan de Franse inval van 1672 gebruikt door de Veghelse parochianen en in eerste instantie ook nog door parochianen uit Sint-Oedenrode en Schijndel.
Bij de Franse inval van 1672 had Schijndel opnieuw zwaar te lijden. De landerijen en woningen buiten de kom van het dorp werden leeggeroofd en geplunderd.
Na de Franse inval werd het de katholieken van de Meierij toegestaan om schuurkerken te gebruiken.

### Franse Tijd en Koninkrijk der Nederlanden
Pas in 1795, toen de Fransen wederom binnenvielen, verwierf Schijndel weer godsdienstvrijheid. In 1814 werd de Meierij een volwaardig onderdeel van het Koninkrijk der Nederlanden.
In 1944 is door oorlogshandelingen tijdens de Operatie Market Garden het gemeente-archief verloren gegaan, zodat veel bevolkingsgegevens zijn verdwenen. Bekend is echter dat het aantal inwoners toenam van 4.000 in 1847 via 5.500 omstreeks 1900, tot 11.000 in 1954. In 1984 werd de 20.000e inwoner ingeschreven, waarna de bevolking geleidelijk aan doorgroeide tot 23.000 in 2008.

## Bezienswaardigheden
Schijndel is een langgerekt dorp met het centrum ongeveer halverwege ter hoogte van de Sint-Servatiuskerk. Het dorp kent onder meer de volgende bezienswaardigheden:
- Neogotische Sint-Servatiuskerk uit 1839. In de kerk bevindt zich de grafzerk van de oude zeeheld Jan van Amstel. Deze bewoonde het huis "De Steenen Kamer" en is in 1669 te Schijndel gestorven. De betrekkelijk lage toren van de kerk is laatgotisch. Ze heeft geen steunberen maar wel geledingen, boogfriezen en een traptoren. Op het kerkplein een bevrijdingskapel 1953, ontworpen door Peter Roovers, en een kunstwerk.
- Brouwerij van Sint-Servattumus. Deze brouwerij aan de Ericastraat, die sinds 1996 geopend is, is vernoemd naar de patroonheilige van Schijndel, Sint-Servatius. De brouwerij is te bezichtigen. De hopteelt zorgde voor het floreren van tal van brouwerijen in Schijndel, maar de laatste hiervan, Brouwerij De Zwaan, werd stilgelegd in 1939.
- Windmolen Aan de Pegstukken. Deze stenen korenmolen uit 1845 is in 1984 gerestaureerd.
- Windmolen Catharina, stenen beltmolen uit 1837, aan de Hoofdstraat.
- Schaapskooi Schijndel, aan Martemanshurk 12.
- Voormalige Hervormde kerk uit 1811, aan de Hoofdstraat.
- Vele beelden, waaronder grote abstracte werken, zijn door het gehele dorp te vinden. Een beeldenroute voert langs 80 kunstwerken.
- Het Jansenpark aan de Hoofdstraat, aangelegd door de kousen- en sokkenfabriek Jansen de Wit, in 1955 tegenover het fabriekscomplex, ter gelegenheid van het 40-jarig bestaan van de fabriek. In 1970 werd het park aan de gemeente geschonken door Matthieu en Wim Jansen, bij hun afscheid als leider van de fabriek. Eind jaren 80 van de 20e eeuw werd de fabriek gesloopt, het terrein is opgevuld met woonhuizen. Later is in het park een vijver aangelegd.
- Borstbeelden van enkele leden van de familie Jansen zijn bij de ingang van het park te vinden. De Kousenbreister van Niek van Leest (1978) staat langs een wandelpad. Voorts is er een het bronzen beeld: Van der Hoogen van Jan Bronner, geplaatst in 1991, naar het personage uit het boek Camera Obscura van Hildebrand.
- Het Sint-Jozefklooster aan de Pastoor Van Erpstraat is het Moederhuis van de Zusters van Liefde van Schijndel. Vanaf de stichting van de Congregatie in 1836 hebben hier zusters gewoond. De neogotische voorgevel van dit enorme complex dateert van 1863, het gasthuis is uit 1870, de kapel is uit 1899.
- Het Kloosterpark, aangelegd in 2007.
- Het Monument Highland Division, aan de Rooiseweg, bij de ingang van het dorp, uit 1994.
- Het Sint-Lidwinaziekenhuis met kapel, aan de Jan van Amstelstraat, geopend in 1934, opgezet vanuit de Zusters van Liefde van Schijndel als zusterhuis, pension en rusthuis. In 1969 sloot het als ziekenhuis. Later werd het een zorgcentrum, maar in 2000 vertrokken de bejaarden hieruit naar het Mgr. Bekkershuis. Sedert 2001 werd het bewoond door werknemers van een uitzendbureau en uiteindelijk zou het worden verbouwd tot appartementencomplex, wat in 2012 geheel gereed zou zijn. De kapel werd omgebouwd tot woonservicecentrum, waarbij het fraaie interieur van de voormalige kapel sterk werd verminkt, hetgeen tot veel kritiek heeft geleid.
- Monument voor Jan van Amstel. Dit bevindt zich in een plantsoen tegenover het Lidwinacomplex. Het is een zuil waarin hardstenen platen zijn aangebracht die onder meer enkele lofdichten van tijdgenoten op de zeeheld tonen, namelijk geschreven door Joost van den Vondel en door Joannes Antonides van der Goes. De zuil werd opgericht in 1896 en is hersteld en verplaatst in 1969.
- De Onze-Lieve-Vrouw van de Heilige Rozenkranskerk, aan de Boschweg (Schijndel-noord). Deze kerk is ontworpen door de Tilburgse architect Philip Donders en ingewijd op 24 juni 1929. De bouwgeschiedenis kende tegenslagen vanwege de zachte bodemgesteldheid, waardoor zwaar geheid moest worden. De plannen werden slechts gedeeltelijk ten uitvoer gebracht, en kerk en toren zijn pas afgebouwd in 1955. Achter de kerk bevindt zich een begraafplaats. Onder de toren bevindt zich een Mariakapel waarin een drieluik, Maria met de Rozenkrans voorstellende, en een tweetal gebrandschilderde ramen.
- De Sint-Pauluskerk aan de Hoevenbraak (Schijndel-Zuid), gesloopt in 2013.

### Monumenten
In de plaats zijn er een aantal rijksmonumenten en oorlogsmonumenten, zie:
- Lijst van rijksmonumenten in Schijndel
- Lijst van oorlogsmonumenten in Meierijstad

## Musea
- Museum Jan Heestershuis aan de Pompstraat 17 is het huis en tuin van de Schijndelse kunstenaar Jan Heesters (1893-1982). Dit werd na diens dood aan de Schijndelse gemeenschap geschonken en geeft een beeld van deze schilder, tekenaar en etser. In de tuin worden beeldententoonstellingen gehouden en in het huis zijn wisselende tentoonstellingen te zien die betrekking hebben op Jan Heesters en anderen. Het huis, waarvan het interieur nog intact is, is een rijksmonument uit 1871.
- Atelier van Oorschot aan Venushoek 2a was het voormalig atelier van de Schijndelse kunstenaar Dorus van Oorschot, schilder van landschappen en stillevens. Het atelier en de werken van de kunstenaar, bestaande uit 160 schilderijen, waren er te zien van 1997-2008, terwijl er ook wisselende tentoonstellingen werden gehouden van hedendaagse kunstenaars. Begin 2009 is de inventaris overgebracht naar Museum Jan Heestershuis.

## Evenementen
- Paaspop
- Hartemèrt
- Schorsbos Carnaval
- Pleinpop
- 1 Ander Festival
- Schijndel aan Zee
- Holy Rocking cow
- Rocking into Heaven
- Skêndel Zwingt
- Winterpark
- Beholders
- Skatefest

## Economische ontwikkeling
Als er iets typerend is voor de economie van Schijndel is dat de eeuwenoude traditie van hopteelt. Het is deze teelt die Schijndelaren de bijnaam Skèndelse Hopbel gaf. Reeds rond 1400 is er sprake van hopteelt in Schijndel. Deze teelt was zwaar, maar loonde blijkbaar de moeite. Door de eeuwen heen blijft er in Schijndel sprake van hopkuilen en vanaf de achttiende eeuw staat het dorp bekend om de teelt van hop. Vanaf 1755 werd de hop in grote hopwagens gewogen. Schijndel telde toen zeven brouwerijen. In de 20e eeuw was de hopteelt in Schijndel compleet verdwenen. In 2004 werd een haalbaarheidsstudie uitgevoerd naar de herinvoering van de hopteelt. In 2005 is er een proefveld aangelegd. Een deel van de hop wordt gebruikt door de plaatselijke brouwerij Sint Servattumus.
- Naast hopteelt kende Schijndel vanaf het begin van de 19e eeuw de klompenmakerij als economisch bestaansmiddel. Deze klompenindustrie was mogelijk vanwege de aanwezigheid van de vele populieren, waarvan het hout werd gebruikt. Ook enige leerlooiersactiviteit kwam voor. Omstreeks 1925 telde Schijndel nog 64 klompenmakers, maar toen kwamen ook de fabrieken op die de klompen machinaal vervaardigden. Klompenmakerij Van Kaathoven is nog een dergelijke fabriek, die ook te bezichtigen is.

- In dezelfde periode begon voorzichtig de eerste industrievestiging in Schijndel. In 1871 begon Antonius Bolsius een blekerij van bijenwas te Schijndel. Deze groeide uit tot de kaarsenfabriek Bolsius.

- De kousenfabriek van Jansen de Wit, geopend in 1915, vormde ooit een van de grootste werkgevers in Schijndel. Het Jansenpark herinnert hier nog aan. In de jaren 70 van de 20e eeuw ging het steeds slechter met het bedrijf en in 1985 sloot deze fabriek definitief en de gebouwen werden gesloopt.

- De steenfabriek aan de Molenheide, heeft bestaan van 1898-1930 en in de hoogtijdagen werkten er 150 mensen. De daarbij ontstane leemkuilen werden in de daaropvolgende jaren in het kader van de werkverschaffing tot een openluchtzwembad omgebouwd.

- De vestiging van industrie zorgde ervoor, dat Schijndel matig begon te verstedelijken aan het begin van de 20e eeuw. In 1930 was reeds meer dan de helft van de inwoners van Schijndel de landbouw niet meer toegedaan en vormde Schijndel met buurgemeente Veghel een van de meest geïndustrialiseerde gemeenten van Oost-Brabant.

- Wederzijdse belangen zorgden voor een goede samenwerking tussen Schijndel en Veghel, waaraan men refereerde met de benaming De twee-eenheid. Schijndel en Veghel delen nog altijd veel industriële en infrastructurele (A50) belangen en vormen met hun nabijgelegen industrieterreinen een belangrijke bron van werkgelegenheid. (Bron: Aan de torens en koepel kent men Uden, Frans Govers, 2004)

## Stedelijke ontwikkeling

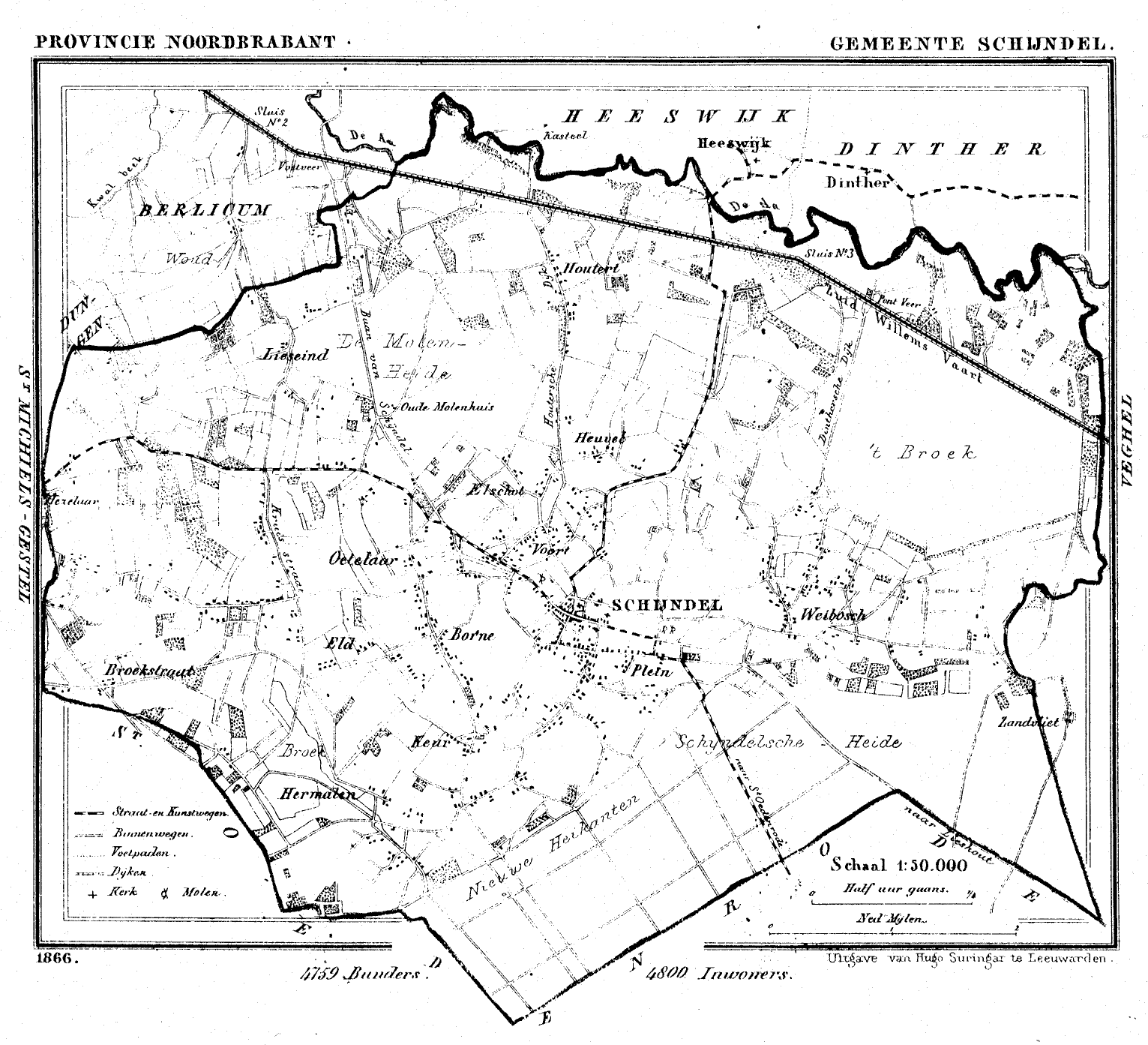
Schijndel in 1866

Schijndel was vanouds een groot dorp, maar heeft nooit stedelijke omvang of functie bereikt. Deze plaatsen die reeds vóór 1850 meer dan lokale betekenis hadden, worden met de term ‘vlek’ aangeduid. Vlekken vertonen vaak een mengeling van historische ontstaans- en groeifactoren. Meestal dateren deze nederzettingen uit de hoge middeleeuwen en waren het primaire kerkdorpen met een marktfunctie, blijkens de aanwezigheid van een plein.
De Rooise koster Adriaan Brock beschreef Schijndel begin 19e eeuw als volgt:
 "Schyndel, een der schoonste en grootste dorpen, niet alleen van Peelland, maar zelfs ook onder die van den anderen Meieryschen kwartieren, ligt twee uuren ten zuidoosten van ’s-Hertogenbosch en een uur gaans noordelijk van St. Odenrode, is in ’t midden zeer digt betimmert met fraaije en treffelyke gebouwen."
Ondanks de grootte van het dorp bleef Schijndel tot aan de Tweede Wereldoorlog een plaats met een zeer dorps karakter. Na de Tweede Wereldoorlog begon het dorp hard te groeien.
In 2013 is in Schijndel de Glazen Boerderij gebouwd op de open plaats op de markt van Schijndel. Dit gebouw, een ontwerp van de in Schijndel geboren architect Winy Maas, werd in januari 2013 geopend.

## Landschappelijke ontwikkeling
Schijndel is gelegen op een dekzandrug tussen de beekdalen van de Aa en Dommel op 8 à 10 meter boven de zeespiegel. Rond de dekzandrug lagen drassige broekgronden, waarvan de hogere gedeelten (donken) gebruikt werden voor bewoning, zoals Smaldonk en Liekendonk. Door de kleinschalige verkaveling, het patroon van zandpaden en kleine bosjes ontstond het typisch Meierijs landschap. Grotere akkerbouwcomplexen ontstonden en werden in de loop der tijd 'opgehoogde' akkers, die heden ten dage terug te zien zijn als bolle akkers bij Venushoek en Borne.
Op de deels sterk lemige gronden in de gemeente Schijndel werden vanaf 1750, vanwege het voorpootrecht, veel populieren aangeplant. Tussen 1760 en 1780 vond de grootste toename van houtteelt plaats in de gemeenten Schijndel-Sint-Oedenrode-Udenhout en Veghel. Met de aanplant van populieren, het patroon van zandpaden en vochtige broekgronden ontstond op deze wijze het zo kenmerkende Meierijse "Peppellandschap". Dit landschap was in feite puur economisch, aangezien de populierenteelt grotendeels in dienst stond van de klompenindustrie. Kerngebied van deze klompenmakerij, en dus ook van de populierenteelt, werd met name gevormd door de gemeenten Sint-Oedenrode, Schijndel, Veghel, Liempde, Best en Boxtel.
Met name rond het dorp Wijbosch ontstonden productiebossen. Het voorpootrecht bestaat nog steeds in Wijbosch. Het natuurgebied Wijboschbroek was ooit een productiebos.
Een van de kleinschalige cultuurlandschappen die daaruit ontstond was De Smaldonken, een gebied ten noordoosten van Schijndel.
In het Heempark De Blekert, aan de Beemdstraat, zijn een aantal oude landschapselementen gereconstrueerd, zoals een elzenbroekbos, een hooiland en een griend. Een blokhut dient als informatiecentrum en er zijn voorwerpen die betrekking hebben op mandenmakers en hoepelmakers, die immers griendhout gebruikten.
Door te intensieve beweiding en de werking van de wind werden in het zuidoostelijk deel van Schijndel, op de grens met de gemeente Veghel stuifduinen gevormd, onder meer in het gebied Vlagheide. Het herstructureren van de Vlagheide is momenteel een intergemeentelijk plan. Onder de titel Masterplan Vlagheide wordt in samenwerking met Sint-Oedenrode en Veghel gekeken naar een nieuwe inrichting van de Vlagheide. Doel is om het landschap bij de in 2003 gesloten vuilstort De Vlagheide te versterken en een nieuwe impuls te geven met natuurontwikkeling, ecologie en toerisme.

## Voormalige gemeente
De gemeente Schijndel telde 23.621 inwoners (1 april 2016, bron: CBS) en had een oppervlakte van 41,66 km².

### Plaatsen
Aantal inwoners per woonkern of kerngebied* op 1 januari 2010:
Bron: CBS

### Buurtschappen
Binnen de gemeente bevonden zich de volgende buurtschappen: Achterste Hermalen, De Bus, Elde, Hermalen, Hoeves, Houterd, Kapeleind, Lieseind, Meijldoorn en Oetelaar.

### Bestuur
- Lijst van burgemeesters van Schijndel

De gemeenteraad van Schijndel bestond uit 19 zetels. Hieronder staat de samenstelling van de gemeenteraad van 1998 tot en met 2016:
| Gemeenteraadszetels | Gemeenteraadszetels | Gemeenteraadszetels | Gemeenteraadszetels | Gemeenteraadszetels | Gemeenteraadszetels |
| Partij              | 1998                | 2002                | 2006                | 2010                | 2014                |
| ------------------- | ------------------- | ------------------- | ------------------- | ------------------- | ------------------- |
| CDA                 | 4                   | 3                   | 4                   | 5                   | 6                   |
| DORP-ABS            | 2                   | 2                   | 3                   | 4                   | 6                   |
| SP                  | 5                   | 5                   | 3                   | 4                   | 4                   |
| PvdA                | 4                   | 4                   | 4                   | 3                   | 3                   |
| VVD                 | 3                   | 3                   | 2                   | 3                   | -                   |
| Senioren            | 1                   | 2                   | 2                   | -                   | -                   |
| Lijst Schijndel     | -                   | -                   | 1                   | -                   | -                   |
| Totaal              | 19                  | 19                  | 19                  | 19                  | 19                  |
| Opkomst             |                     |                     | 57,10%              | 48,06%              | 47,32%              |

### Lijst van gemeentesecretarissen van Schijndel
- 1799 - 1820 Jan van Beverwijk, geboren te Schijndel op 15 mei 1775. Hij was ook burgemeester van Schijndel van 1810 - 1831. Hij overleed te Schijndel op 28 december 1831.
- 1820 - 1837 Franciscus Egidius Schrijvers, geboren te Schijndel op 21 juli 1791. Hij was ook gemeente - ontvanger. Hij overleed te Schijndel op 18 maart 1837.
- 1837 - 1851 Kornelis Jacob Katharinus van Beverwijk, geboren te Schijndel op 19 september 1804. Hij was de zoon van de onder 1. genoemde burgemeester-secretaris. Hij overleed te Schijndel op 11 september 1878.
- 1852 - 1889 Peter (Arnoldus) Verhagen, geboren te Schijndel op 3 maart 1823. Hij was ook burgemeester van Schijndel van 1874 - 1889. Hij overleed te Schijndel op 18 maart 1905.
- 1889 - 1916 Johannes Andries van der Spank, geboren te Schijndel op 8 augustus 1855. Hij overleed te Schijndel op 28 augustus 1916.
- 1916 - 1930 Franciscus Hendricus de Bruijn, geboren te Nederasselt op 12 maart 1878. Hij overleed te Schijndel op 2 mei 1930.
- 1930 - 1968 Nicolaas Johannes Josephus Verhagen(Nico), geboren te 's-Hertogenbosch op 2 maart 1903. Hij overleed te Schijndel op 28 juni 1978.
- 1968 - 1979 Simon Eduardus van Berkum(Siem), geboren te Ursem op 13 oktober 1914.
- 1979 - 1985 Wilhelmus Henricus Josephus van Kessel(Wim), geboren te Veghel op 8 maart 1930. Hij overleed te Schijndel op 30 mei 1985.
- 1986 - 1990 Joseph Carel Marie Cox(Joost), geboren te Eindhoven op 29 oktober 1955.
- 1991 - 2007 Johannes Hermanus Theodorus Ewalds(Jan), geboren te Grubbenvorst op 12 februari 1946.
- 2007 - 2015 Wilhelmus Adriaan Godefridus Maria van Rosmalen(Willem), geboren te Dongen op 14 augustus 1956.
- 2015 - 2017 Frank van Geffen, geboren te Schijndel op 11 juli 1954.

## Verkeer en vervoer
Schijndel ligt aan de N617 (Randweg), N618, N622 en de N279. De A50 ligt op 5 minuten rijden en de A2 op zo'n 10 minuten rijden. Sinds 1 januari 2007 verzorgt Arriva het busvervoer in Schijndel en omgeving.
Buslijnen naar en in Schijndel: 
- lijn 154 ('s-Hertogenbosch - Eindhoven)
- lijn 156 ('s-Hertogenbosch - Eindhoven)
- lijn 204 (Schijndel - Best)
- lijn 304 (‘s-Hertogenbosch - Eindhoven ) (toekomstige lijn)
- lijn 306 ('s-Hertogenbosch - Uden)
- lijn 644 (Veghel - Boxtel)

## Geboren in Schijndel
- Gérard Buzen (1784-1842), Belgisch minister
- Wilhelmus van de Ven (1834-1919), bisschop van 's-Hertogenbosch
- Theodorus Ignatius Welvaarts (1840-1892), prior van de Abdij van Postel en geschiedschrijver
- Theodorus van Oorschot (1910-1989), kunstschilder
- Ben Verhagen (1949), striptekenaar
- André Gevers (1952), wielrenner
- Hannie Buenen (1953), musicus en tekstdichter
- Winy Maas (1959), architect, mede-oprichter MVRDV en hoogleraar aan de TU Delft
- Wiljan Vloet (1962), voetbaltrainer
- Carli Hermès (1963), fotograaf en regisseur
- Jeanne van Heeswijk (1965), beeldend kunstenaar
- Christel de Laat (1966), cabaretière, actrice en presentatrice
- Jack de Gier (1968), voetballer en voetbaltrainer
- Menno Vink (1969), wielrenner
- Klaas Wels (1973), voetbalspeler en voetbaltrainer
- Sissy van Alebeek (1976), wielrenster
- Manon van den Boogaard (1982), voetballer
- Stijn Steenbakkers (1987), politicus
- Twan Burg (1990), schaker
- Marloes Keetels (1993), hockeyster
- Rai Vloet (1995), voetballer
- Sven Blummel (1996), voetballer
- Luuk Wouters (1999), voetballer

## Geografie
| Nabijgelegen kernen | Nabijgelegen kernen | Nabijgelegen kernen | Nabijgelegen kernen | Nabijgelegen kernen |
| ------------------- | ------------------- | ------------------- | ------------------- | ------------------- |
| Sint-Michielsgestel |                     | Heeswijk-Dinther    |                     | Wijbosch            |
|                     |                     |                     |                     |                     |
| Gemonde             | Veghel              |                     |                     |                     |
|                     |                     |                     |                     |                     |
| Boxtel              |                     |                     |                     | Sint-Oedenrode      |